# Sender Enztal
Der Sender Enztal ist eine Sendeanlage des deutschen Südwestrundfunks (ehemals des Südwestfunks), der dem Hörfunk dient. Er befindet sich auf dem Eiberg in der Nähe der Ortschaft Calmbach und versorgt hauptsächlich die Stadt Bad Wildbad und das Enztal flussaufwärts mit Hörfunkprogrammen.
Als Antennenträger dient ein freistehender Stahlfachwerkturm aus dem Jahr 2010, der ein älteres, südwestlich des heutigen Standorts gelegenes Bauwerk ersetzte.

## Frequenzen und Programme

### Analoger Hörfunk (UKW)
| Frequenz (MHz) | Programm               | RDS PS                         | RDS PI                | Regionalisierung  | ERP (kW) | Antennendiagramm rund (ND)/gerichtet (D) | Polarisation horizontal (H)/vertikal (V) |
| -------------- | ---------------------- | ------------------------------ | --------------------- | ----------------- | -------- | ---------------------------------------- | ---------------------------------------- |
| 92,5           | SWR1 Baden-Württemberg | SWR1_BW_                       | D301                  | –                 | 0,01     | D (60–340°)                              | H                                        |
| 98,0           | SWR Kultur             | SWR_Kult                       | D3A2                  | Baden-Württemberg | 0,01     | D (60–340°)                              | H                                        |
| 94,3           | SWR3                   | __SWR3__                       | D3A3                  | Alb / Bodensee    | 0,1      | D (60–340°)                              | H                                        |
| 102,6          | die neue welle         | die_neue / _welle__ / regional | D30C, D60C (regional) | Pforzheim / Calw  | 0,1      | D (90–220°)                              | H                                        |

### Analoges Fernsehen (PAL)
Vor der Umstellung auf DVB-T diente der Sendestandort weiterhin für analoges Fernsehen:
| Kanal | Frequenz (MHz) | Programm                        | ERP (kW) | Sendediagramm rund (ND)/ gerichtet (D) | Polarisation horizontal (H)/ vertikal (V) |
| ----- | -------------- | ------------------------------- | -------- | -------------------------------------- | ----------------------------------------- |
| 5     | 175,25         | Das Erste (SWR)                 | 0,056    | D                                      | H                                         |
| 29    | 535,25         | ZDF                             | 0,012    | D                                      | V                                         |
| 46    | 671,25         | SWR Fernsehen Baden-Württemberg | 0,012    | D                                      | V                                         |